# Jurij Bezmenov
Juri Aleksandrovitj Bezmenov (ryska: Юрий Александрович Безменов, även kallad Tomas David Schuman), född 11 december 1939 i Mytisjtji, död 5 januari 1993 i Windsor, Ontario, var en KGB-agent specialiserad på Indien som 1970 hoppade av från Sovjetunionen för att bosätta sig i väst. 
År 1983 medverkade Bezmenov i dokumentären Soviet subversion of the free press, a conversation with Yuri Bezmenov av den amerikanske politiske journalisten G. Edward Griffin. I intervjun hävdar Bezmenov att Sovjetunionen använde sig av ideologisk krigföring och desinformation för att skapa mottaglighet för marxistiska värderingar bland intellektuella utanför Sovjetunionen. Enligt Bezmenov gick bara 15 procent av KGB:s resurser till traditionellt spionage, medan 85 procent utgjordes av destabiliserande åtgärder.